# Trikaya
Trikaya (sanskr., m., त्रिकाय, trikāya, „Drei-Körper“) ist ein Begriff der Drei-Körper-Lehre des Mahayana-Buddhismus, der sich auf die Ebenen der Manifestation oder Aktivität bezieht. Tri bedeutet Drei und Trikaya als Konzept bezieht sich auf die drei Ebenen der Buddhaschaft.

## Allgemein
Die Sarvastivadins begründeten die Zwei-Körper-Theorie eines Dharmakaya und eines Rupakaya auf der Basis der Lehren der Agamas. Nach der Lehre des Mahayana ist die alles verbindende Buddhanatur die Essenz jedes fühlenden Wesens. Die Buddhanatur selbst wird im Mahayana über die Lehre von den drei Körpern (Trikaya) detailliert beschrieben. Sie wurde von Asanga in seinem Abhisamayalankara erläutert. Die Buddhanatur wird innerhalb dieser Lehre durch den allumfassenden Dharmadhatu definiert. Der Dharmakaya (Dharmadhatu) steht für Leerheit und Einheit (sanskr.: Shunyata, tib.: tong pa ni) aller Phänomene und Erscheinungen (s. u.). Er wird allerdings in den verschiedenen Linien unterschiedlich ausgelegt. Nach dem Aṣṭasāhasrikā-prajñapāramitā-sūtra ist der Dharmakaya als Buddha-Kaya das, was einen Buddha ausmacht.
Die aus der schamanischen Bön-Religion hervorgegangene alte Tantraschule Tibets geht direkt auf ihren Begründer Padmasambhava im 8. Jahrhundert zurück. Im Vajrayana-Buddhismus (s. u.) ist Guru Rinpoche (Padmasambhava) häufig in vielen Praktiken und Sadhanas eine direkte Manifestation von Samantabhadra als Ur- oder Adibuddha. Dieser erscheint spontan als Emanation von Samantabhadra in der Mitte des Sambhogakaya-Mandalas. In der klassischen Darstellung wird Vairocana als weißer Adibhuddha in der Mitte des Sambhogakaya-Mandalas dargestellt. Wie das weiße Licht durch ein Prisma in seine Dispersionsfarben zerlegt wird, teilt er sich nun auf und bildet aus vier weiteren Manifestationen seines Selbst den Sambhogakaya. Die Belehrungen dazu sind sehr spezifisch und unterscheiden sich in den unterschiedlichen Richtungen des Mahayana (zum Beispiel Reines Land, Vajrayana, Zen), aber zum Teil auch innerhalb der Lehrrichtungen der einzelnen Schulen beträchtlich.

## Vajrayana
Die Drei-Körper-Lehre im Vajrayana stellt die verschiedenen Verwirklichungsebenen eines erleuchteten Wesens dar. Die Körper des Dharma-kāya, Saṃbhoga-kāya und Nirmāṇa-kāya sind aber nicht als voneinander getrennte Erscheinungen zu verstehen, vielmehr stellen sie verschiedene Ausdrucksebenen ein und desselben erleuchteten Zustands dar. Im Allgemeinen unterscheidet man aber zwischen:
- Dharma-kāya (tib.: chos sku) (etwa: Dharma-Körper)
- Saṃbhoga-kāya (tib.: longs spyod rdzogs pa'i sku) (etwa: Körper des Segens) und
- Nirmāṇa-kāya (tib.: sprul-sku) (etwa: Manifestierte Körper bzw. Emanationskörper)

### Dharmakāya
Dharmakāya bezeichnet die ursprüngliche erleuchtete Natur des Geistes selbst. Der Dharmakaya steht repräsentativ für die allumfassende Einheit und Leerheit des Geistes. Seine Natur ist ungeboren und todlos, offen und weit, ohne Zentrum und ohne Begrenzung. Die klassisch ikonographische Darstellung zeigt den Dharmakaya (auch: Körper der Leerheit) als nackten Buddha ohne Schmuck in Vereinigung mit seiner Partnerin (tib.: Yab-Yum) vor tiefblauem Hintergrund (sanskr.: Samantabhadra/Samantabhadri, tib.: Küntu Zangpo/Zangmo). Aus der reinen, offenen und zugleich potentiellen Seinsdimension des Dharmakaya erheben sich spontan (tib.: lhündrup) leuchtende, in allen Regenbogenfarben schillernde Formen und bilden den Sambhogakaya, das ursprüngliche Mandala der fünf Dhyani-Buddhas. In diesem sind die fünf Geistesgifte der fühlenden Wesen (Unwissenheit, Hass, Gier, Neid und Stolz) in die ihnen zugrundeliegenden fünf Weisheitsaspekte transformiert und werden als die fünf ursprünglichen Buddhas dargestellt. Es finden sich verschiedentlich auch die Begriffe Wahrheitskörper, Raumkörper oder transzendenter Buddhakörper zur Beschreibung des Dharma-kāya. Buddhas, die den Dharma-kāya repräsentieren, werden daher als Adibuddhas bezeichnet.

### Saṃbhogakāya
Saṃbhoga-kāya bezeichnet den Freudenkörper, Genusskörper oder auch Körper der Glückseligkeit. Der Sambhogakaya ist eine direkte Emanation des Dharmakaya. Er ist repräsentiert durch die gesamte Ikonographie des Vajrayana, des tibetischen Buddhismus und ist somit die Grundlage für eine umfassende Einsicht in die Natur des Geistes. Im Rahmen der tantrischen Tradition stellt sich dieses Mandala wie folgt dar (Tantra kann hier als „Gewebe“ oder „Netz“ interpretiert werden und weist auf die mit allem verwobene Existenz aller fühlenden Wesen inklusive aller Phänomene und Erscheinungen hin):
Dargestellt wird der Sambhogakaya als Mandala und metaphysisches Konstrukt aus den Antipoden des universalen Geistes durch die fünf transzendenten Buddhas (Dhyani-Buddhas, Jinas, Tathagatas, die „Siegreichen“). In der Mitte des Mandalas erscheint der Adibuddha als direkte Ausstrahlung des Dharmakaya Buddhas Samantabhadra. Dies kann je nach Tradition und Praxisvorgaben variieren. Er kann in der Form des eigenen Gurus (Vajradhara) oder Padmasambhava erscheinen, häufig wird auch Vajrasattva (tib.: Dorje Sempa) oder Dorje Chang in der Visualisation diese Form einnehmen, klassisch erscheint Vairocana in der Mitte des Sambhogakaya-Mandalas. Vairocana hat je nach Sichtweise der im Guruyoga verkörperte Gottheit eine weiße Körperfarbe. Er ist die Manifestation der allumfassenden Bewusstseins bzw. der Schöpfer aller Erscheinungen. Sein Urgrund (sanskr.: Alayavidjana, tib.: Kün chi) ist die Basis aller Erscheinungen. Er verkörpert das reine, klare und unendliche Bewusstsein und nimmt im Mahayana eine zentrale Stellung ein, er verkörpert weiterhin die Gesamtschau der Wirklichkeit. Er ist alles, alles was es gibt. Er nimmt jeden Namen an als Ausstrahlung des Dharmakaya, pures klares Bewusstsein, die Verkörperung des Raumes als bewusstes erkennendes Wesen. Wo Raum ist, ist Bewusstsein, weit, offen, unpersönlich. Er ist Herr der Familie des Rades, Symbol für die Jhanakula, die Familie der Weisheit und sitzt auf einem mit Löwen oder Drachen geschmückten Thron im Zentrum des Mandala der fünf Dhyani-Buddhas. Seine Geste symbolisiert das Drehen des Rades der Lehre. Er entspricht somit dem weißen Licht vor seiner Dispersion in die einzelnen Farben. Reines, klares Bewusstsein, weit und offen wie der unendliche Raum, ohne Zentrum und ohne Begrenzung, zeitlos, ewig in der Gegenwart, etwas, das alle Verfehlungen des Lebens in allumfassende Weisheit transformiert. Aus ihm emanieren in die vier Windrichtungen vier weitere Buddhas:
Akshobhya als erster im Osten: Der „Unerschütterliche“, tiefblau, auf einem Elefantenthron mit einem Vajra als Zeichen, in Vereinigung mit seiner Partnerin Locana, der „Sehenden“, verkörpert er die spiegelgleiche Weisheit, das Element Wasser in seiner ruhenden und spiegelnden Funktion und repräsentiert damit das erste Skandha der Form. Damit ist er die direkte Offenbarung des Prajnaparamita-Sutras von Leerheit als Form und Form als Leerheit (siehe auch: Herz-Sutra). Er verkörpert den Eintritt in das Sambhogakaya-Mandala von Osten und transformiert Wut, Ärger und Hass in unendliches Mitgefühl. Da er für die spiegelgleiche Weisheit von Form als Leerheit und Leerheit als Form steht, kann je nach Tradition und Praxis seine Stellung wechseln. Insofern erscheint er häufig als der Adibuddha in der Mitte des Mandalas und Vairochana im Osten. Akshobya ist der Herr der Vajrafamilie. Umrunden wir das Sambhogakaya-Mandala im Uhrzeigersinn von Links treffen wir nun im Süden auf den Buddha Ratnasambhava.
Ratnasambhavas Farbe ist das Gelb eines reifen Weizenfeldes, seine Form wird in der juwelenspendenden, schenkenden Dhyana-Geste (vgl.: Mudra) dargestellt. Er ist in Vereinigung mit seiner Partnerin Mamaki, die die energetische, bewegte Form des Wassers in seiner Erscheinung als Fluss, Wolken, Regen, Blut repräsentiert. Sein Thronzeichen ist der Löwe, in manchen Traditionen das Pferd, er verkörpert die Weisheit der Wesensgleichheit aller fühlenden Wesen durch ihre Buddhanatur. Ratnasambhava steht auch für das Geistesgift von Hochmut und Stolz und dessen Transformation in Demut und Hingabe. Er verkörpert zudem das zweite Skandha (die Ich-konstituierende Komponente) von Empfindung und Gefühl. Er ist der Patriarchat der Juwelenfamilie (Ratnakula). Wir gehen nun links um das Mandala weiter und treffen nun im Westen auf
Amitabha, der auf einem Lotus (Pema) sitzt und Herr der Padmakula (Lotusfamilie) ist. Ihm wird das Element Feuer zugeordnet. Er sitzt als roter Buddha im Westen, seine Partnerin ist Panderava, aus seiner Keimsilbe Hri emanieren unendlich viele Gottheiten (Yiddams) des Vajrayana, so u. a. Avalokiteshvara (tib.: Chen Resi), die Verkörperung des jetzigen Dalai Lama, Padmasambhavas, Amitayus und anderer. Er verkörpert die Leidenschaft, transformiert Begierde und Verlangen, steht für die Weisheit der differenzierten Wahrnehmung mit dem Wissen um ihre Leerheit, sein Thronzeichen ist der Pfau, er sitzt direkt Akshobya gegenüber, dessen Thronzeichen (Vajra) als Phallussymbol entspricht dem Lotus als Symbol für das weibliche Geschlecht. Er ist stellvertretend für das dritte Skandha der rationalen Wahrnehmung. Nun gelangen wir vom Westen in den Norden zu
Amoghasiddhi, dem Oberhaupt der Karmafamilie (Karmakula). Seine Körperfarbe ist grün, sitzt im Norden, repräsentiert das Element Wind und steht für Gedanken, Tat und Handlung. Diese wiederum bedingen nach unserem Tod durch ihre freigesetzte Energie das Karma, die durch Interaktion mit anderen Wesen entstandene Beziehungsenergie. Sie erscheint uns dann im Zwischenzustand zwischen Tod und neuer Geburt (tib.: Bardo) als verkörperte Energieform. Negative Geisteshaltungen während des biologischen Lebens verkörpern sich nun als Dämonen (z. B. Schrecken), positive Lebenseinstellungen sollen als Lichtwesen (Engel, Feen usw.) wahrgenommen werden (vgl. auch: Tibetisches Totenbuch). Doch der allmächtige Wind des Karmas, dem wir nach unserer physischen Existenz im körperlosen Zustand hilflos ausgeliefert sind, zwingt uns nach durch unsere Taten und Handlungen erschaffenen Bedingungen zu einer neuen Inkarnation. So ist Amoghasiddhi mit seiner Partnerin Tara (die „Hinübergleitende“) auch Ausdruck des vierten Skandhas, der Handlung und Aktion. Nun löst sich das Mandala auf, indem es sich mit der Mitte wieder vereinigt und diese in Leerheit auflöst.
Es handelt sich dabei um eine Art Lichtkörper oder feinstofflichen Körper, den Buddhas annehmen, um Bodhisattvas und verwirklichten Yogis zu erscheinen. Er soll von gewöhnlichen fühlenden Wesen nicht oder nur sehr begrenzt wahrgenommen werden.
In der ikonographischen Darstellung der verschiedenen Buddhaformen erscheinen Saṃbhoga-kāya-Buddhaformen in ihrer friedvollen Form traditionell mit dem „Schmuck des Saṃbhoga-kāya“, Krone, Halsketten, Armreifen und edlen Gewändern. Zornvolle Saṃbhoga-kāya-Formen werden traditionell mit schrecklichem Gesichtsausdruck, Schädelgirlanden, einer Schädelkrone und von einem Flammenkranz umgeben dargestellt. Saṃbhoga-kāya halten meist auch verschiedene Attribute, wie Glocke, Dorje, Lotus und Weisheitsschwerter. Diese typische Darstellung wird im Verbreitungsgebiet des Mahayana-Buddhismus aber nicht stringent eingehalten, daher werden teilweise auch Formen des Dharma-kāya mit den Kennzeichen des Saṃbhoga-kāya dargestellt. Teilweise haben die Buddhaformen des Dharma-kāya auch Entsprechungen auf der Ebene des Saṃbhoga-kāya.

### Nirmāṇakāya
Nirmāṇa-kāya bezeichnet den Ausstrahlungs- oder Manifestationskörper auf der Ebene der Wahrnehmung gewöhnlicher Wesen in Raum und Zeit. Nirmāṇa-kāyas manifestieren sich aufgrund von „allumfassendem Mitgefühl“ und erscheinen uns in Form erleuchteter Lehrer, die gelobt haben, alle fühlenden Wesen aus dem Leidenkreislauf des Samsara zu befreien.

#### Arten von Nirmana-kaya
Manifestationskörper von Buddhas gibt es in den verschiedensten Formen (auf den verschiedensten Ebenen), um für gewöhnliche Wesen (deren Geist offen oder vorbereitet/ durchlässig ist) sichtbar oder wirksam zu sein. Die unzähligen manifestierten Formen können entweder aufeinanderfolgend oder gleichzeitig/ simultan (an verschiedenen Orten) in Erscheinung treten, entsprechend der Empfänglichkeit der jeweiligen Person. Sie erscheinen erstens nur als Folge der karmischen Offenheit, Potentiale und dem Bedarf des Studenten und zweitens aufgrund der Kraft der (vorher gemachten) Aspirationen/ Wunschgebete von Buddhas, den Lebewesen zu dienen. Sie sind nicht auf buddhistische Lebewesen limitiert.
Man unterscheidet vier Arten von Manifestationskörpern:
1. höchster Manifestationskörper: die höchste Form, die Lebewesen sehen können; sie haben 32 Hauptzeichen und 80 kleinere (neben)Zeichen;
2. Manifestationskörper als praktisch veranlagtes Wesen (engl. artisan): um Lebewesen zu inspirieren und zu führen zum Pfad/ Erleuchtung;
3. jegliche beliebige Form annehmend: Ob nun belebt oder unbelebt (Brücke, Bild oder Blume);
4. Geburt-Manifestationskörper: sei es als Person, Geistwesen oder Tier;

## Wirkprinzip der drei Buddha-Körper
Die Gestalt des historischen Buddha Shakyamuni ist nach der Drei-Körper-Lehre:
1. Ein Nirmāṇa-kāya der uns erschienen ist, um uns den Weg aus dem Leidenskreislauf des Samsara zu lehren.
2. Auf der Ebene des Saṃbhoga-kāya nahm er verschiedene Formen wie zum Beispiel Prajnaparamita oder Manjusri an, um die Lehren des Mahayana und Vajrayana an hochverwirklichte Wesen zu übertragen.
3. Auf der Ebene des Dharma-kāya repräsentiert er die erleuchtete Natur des Geistes selbst und die der fünf transzendenten Weisheiten und wird in den Formen von Samantabhadra und der fünf ursprünglichen Buddhas dargestellt.